# Jayson Rousseau
Pour les articles homonymes, voir Rousseau.
Jayson Rousseau, né le 4 mai 1994 à Saint-Martin en Guadeloupe, est un coureur cycliste français.

## Biographie
En 2012, Jayson Rousseau remporte l'épreuve en ligne du Grand Prix Fernand-Durel. Il termine par ailleurs deuxième du Tour de Guadeloupe juniors (moins de 19 ans), ou encore troisième des Boucles de Seine-et-Marne. Sur piste, il se classe deuxième de la course à l'américaine juniors aux championnats de France. Il intègre ensuite l'équipe de l'Armée de Terre en 2013 pour ses débuts espoirs (moins de 23 ans). 
Entre 2014 et 2016, il évolue successivement au Peltrax-CS Dammarie-lès-Lys, à l'UC Cholet 49 et dans l'équipe Sojasun espoir-ACNC. Bon sprinteur, il obtient plusieurs victoires et diverses places d'honneur sur des courses amateurs en première catégorie. Il conserve également une licence au Vélo Club de Grande-Case, avec lequel il devient champion espoir de la Guadeloupe. 
En 2017, il intègre l'effectif de la structure Océane Top 16. Malgré une saison perturbée par une blessure, il décroche de nouveaux tops dix en Métropole. Il finit notamment troisième du Grand Prix du Pays de Montbéliard, inscrit au calendrier de la Coupe de France DN1. Durant l'été, il court exclusivement dans sa région natale. Il gagne deux étapes du Tour de la Guadeloupe, la troisième manche du championnat de France des Outre-mer ainsi que les 20 Tours de Périnet, à Gosier.
Pour la saison 2018, il est recruté par l'équipe continentale Interpro Stradalli. Il quitte cependant l'effectif dès le mois de juillet, malgré une troisième place sur une étape du Tour du Maroc.

## Palmarès et résultats

### Palmarès par année
- 2012
  - 2e étape du Grand Prix Fernand-Durel
  - 2e du championnat de France de l'américaine juniors
  - 3e des Boucles de Seine-et-Marne
- 2013
  - 2e du Souvenir Sébastien-Boulangué
- 2014
  - Champion de Guadeloupe sur route espoirs
  - Grand Prix Nagico
  - 3e étape du Grand Prix de la CANBT
  - Nocturne de Taverny
  - Grand Prix de Luneray
- 2015
  - Grand Prix de la Rentrée en Guadeloupe
  - Prix Gérard-Gautier
  - 2e de Nantes-Segré
  - 2e de la Nocturne de Cosne-sur-Loire
- 2017
  - 8ea et 9e étapes du Tour de la Guadeloupe
  - Vingt Tours de Périnet
  - 3e du Grand Prix du Pays de Montbéliard

### Classements mondiaux
| Année            | 2016 | 2017 |
| ---------------- | ---- | ---- |
| UCI America Tour | 462e | 257e |